# دانلابا مندی
دانلابا مندی (انگلیسی: Danlaba Mendy؛ زادهٔ ۲۰ فوریهٔ ۱۹۷۶) بازیکن فوتبال اهل فرانسه است.
از باشگاه‌هایی که در آن بازی کرده‌است می‌توان به باشگاه فوتبال گرمیو و باشگاه فوتبال تروا اشاره کرد.